# フランクリン・ハドリイ
フランクリン・ハドリイ（Franklin Hadley）は、アメリカ合衆国のSF作家。モンタナ州ジョプリン生まれ。
カンザス州立教育大学を卒業。教師、新聞記者、郵便受けのセールスなど多くの職を経験。百編近い中短編SFを発表しているが邦訳作品は下記の一作のみ。

## 邦訳作品
- 「テラ防衛軍と暗黒星域」 Planet Big Zero （久保書店SFノベルズ）